# Japanse Keizerlijke Marineluchtmacht

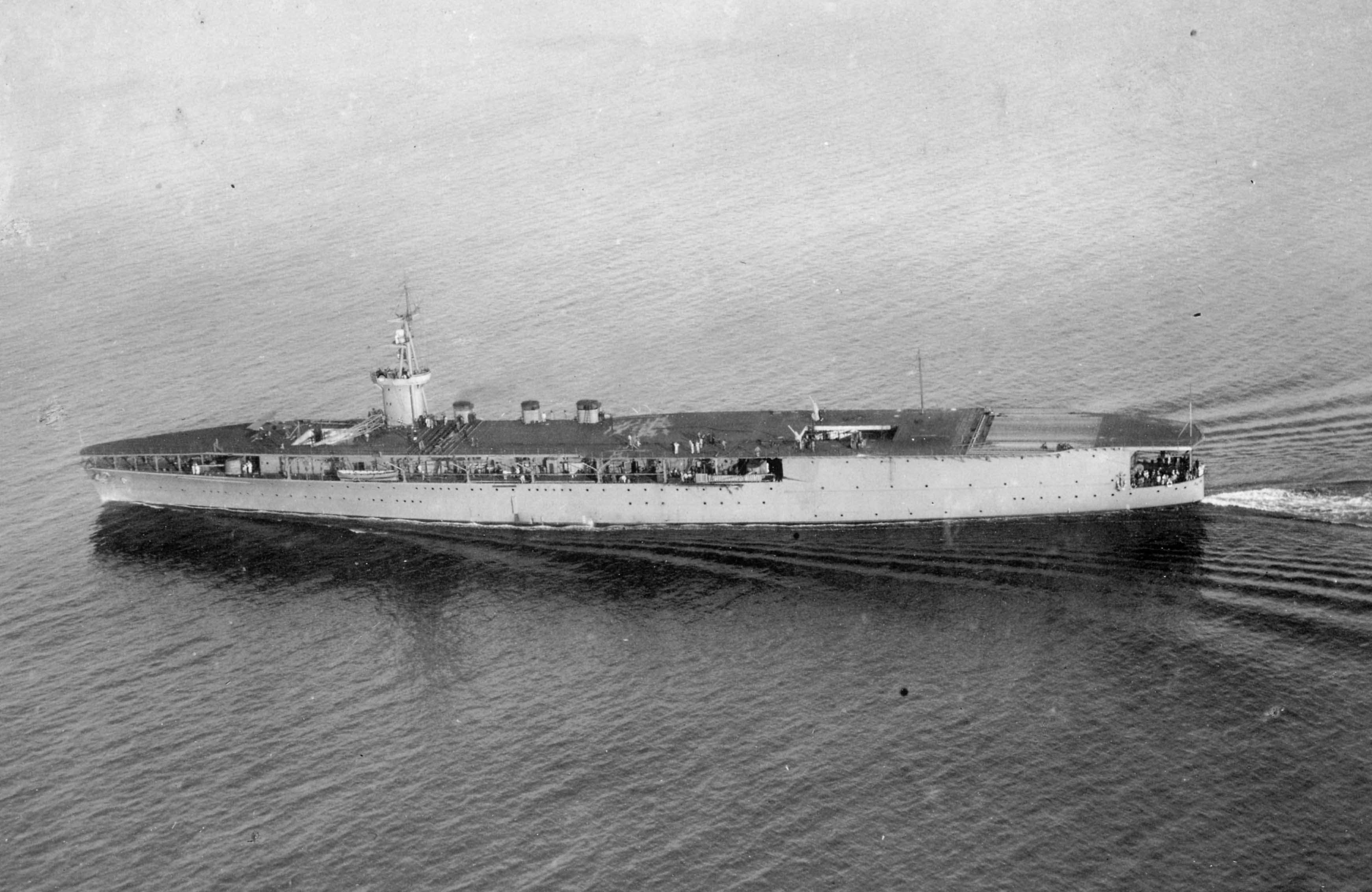
Het eerste Japanse vliegdekschip Hōshō

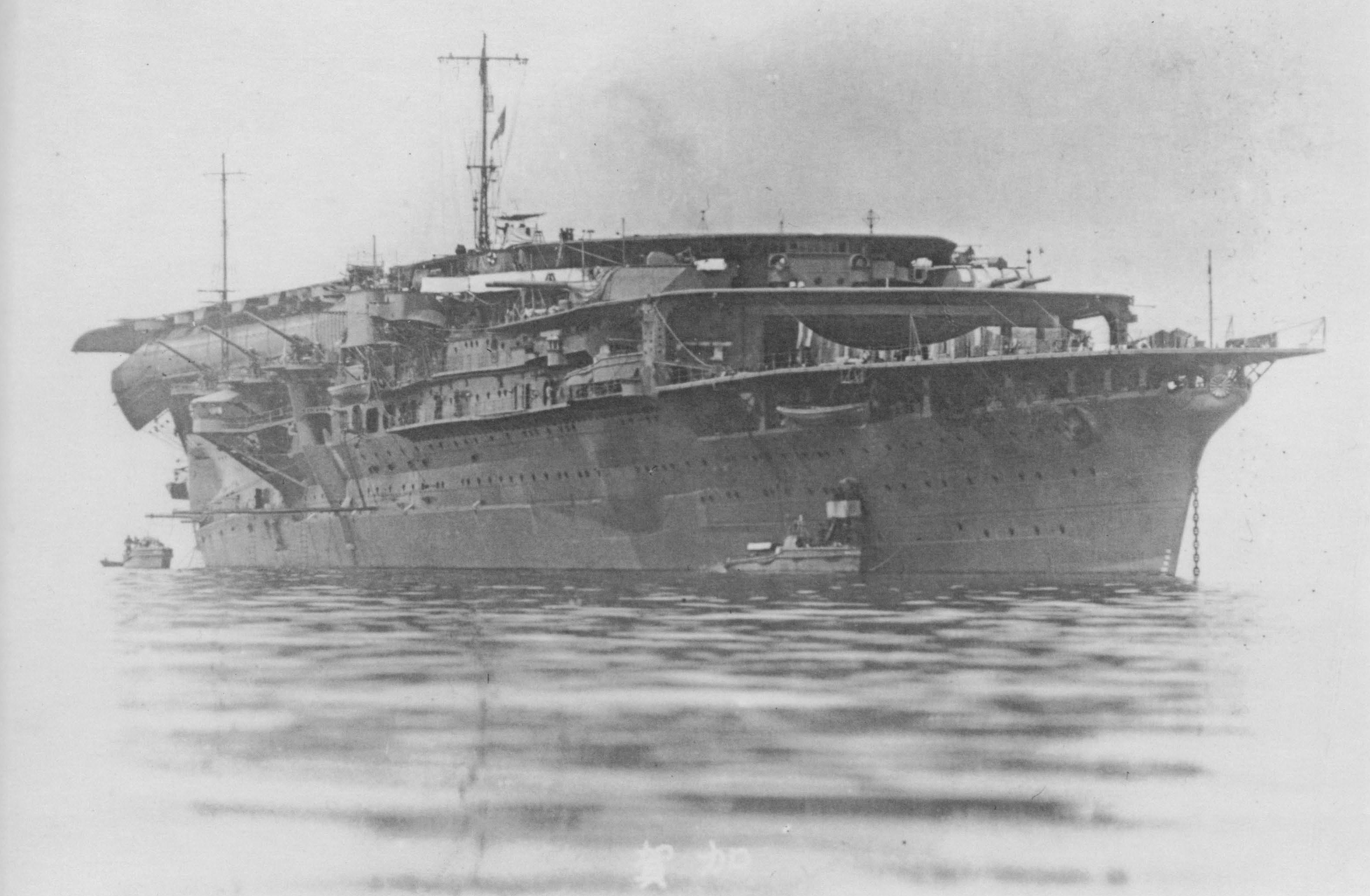
De Kaga in 1930

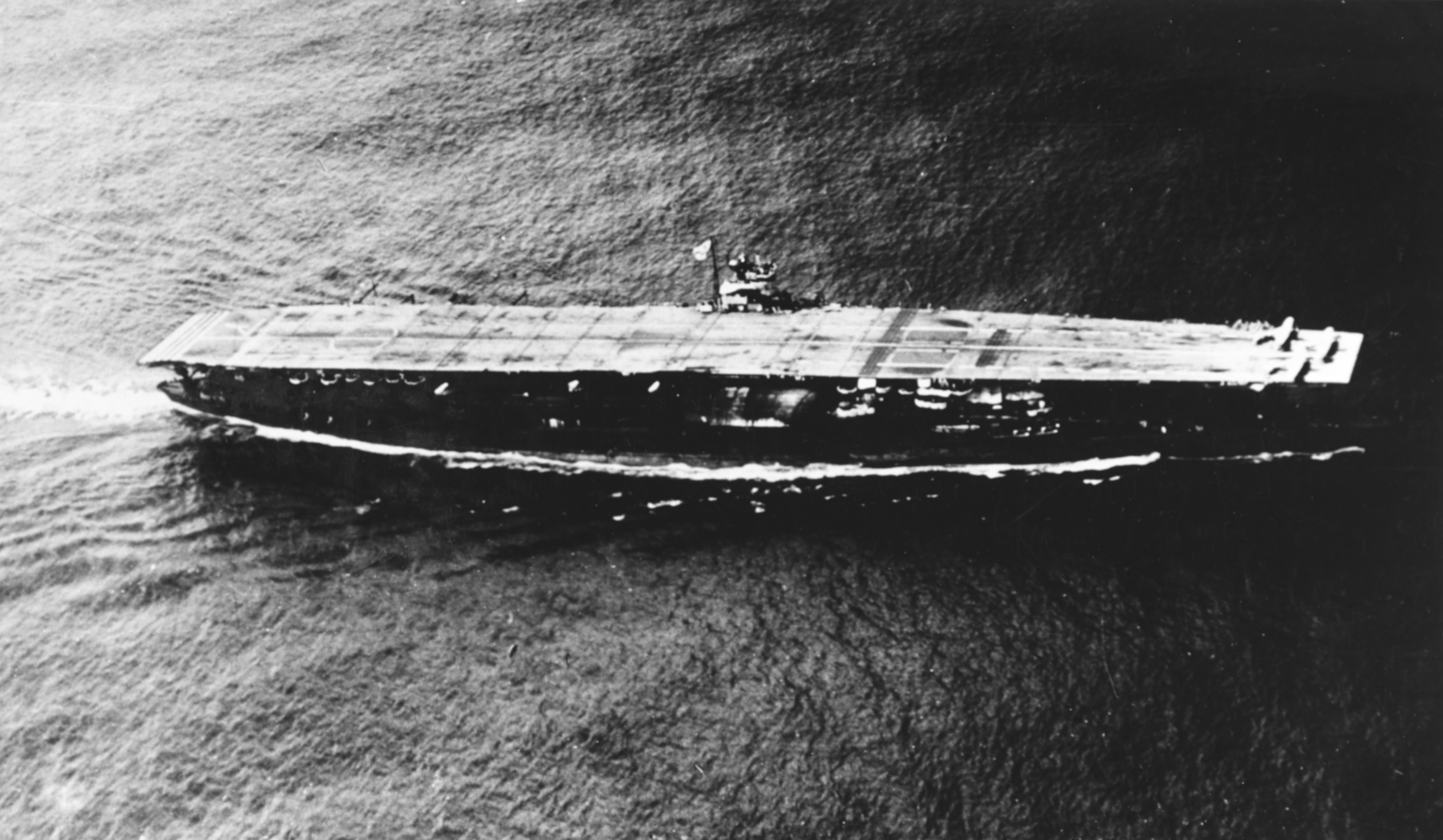
De Akagi in de zomer van 1941

De Japanse Keizerlijke Marineluchtmacht (Japans: 海軍航空本部, Dai-Nippon Teikoku Kaigun Kōkū Hombu), officieel de Luchtmacht van de Marine van het Groot-Japanse Keizerrijk, was de luchtmachtcomponent van de Japanse Keizerlijke Marine. De marineluchtmacht bestond van 1912 tot 1945.

## Bevelstructuur
De marineluchtmacht stond onder het bevel van de Generale staf van de Japanse Keizerlijke Marine en van het Ministerie van de Marine. De Japanse Keizerlijke Marineluchtmacht had een gelijkaardige functie als de Fleet Air Arm van de Britse Royal Navy, de luchtmachtafdeling van de United States Navy, de Aviazione Ausiliara per la Marina van de Italiaanse Regia Marina of de Marineluchtvaartdienst van de Marine van de Sovjet-Unie.
Het luchtvaartbureau van de Japanse Keizerlijke Marine (Kaigun Koku Hombu) was verantwoordelijk voor de ontwikkeling en de training.

## Geschiedenis
De eerste vliegtuigen voor het Japanse leger werden rond 1910 aangeschaft. De ontwikkelingen met betrekking tot de militaire luchtvaart werden nauwlettend gevolgd gedurende de Eerste Wereldoorlog. Aanvankelijk werden de vliegtuigen aangeschaft in Europa, maar al snel werden eigen toestellen ontwikkeld.
In 1913 werd een vrachtschip verbouwd voor het transport van watervliegtuigen, de Wakamiya. Het schip kreeg vier Framan toestellen en in september 1914 participeerde het schip bij de aanval op Qingdao. In 1922 volgde het eerste speciaal ontworpen vliegdekschip, de Hōshō. De marineluchtmacht deed hiermee veel ervaring op en leidde ook tot veranderingen aan het schip, zoals het verwijderen van de schoorstenen en de brug, om het starten en landen te vereenvoudigen.
Als een gevolg van het Verdrag van Washington in 1922 werden twee slagkruisers in aanbouw afgebouwd als vliegdekschip, de Akagi en de Amagi. De laatste werd zwaar beschadigd tijdens een zware aardbeving in 1923 en werd niet afgemaakt. Hiervoor in de plaats kwam de Kaga. Beide schepen kregen bij de bouw drie dekken, maar later kwam hiervoor een groot dek in de plaats.

## Vliegtuigen in gebruik tijdens de Tweede Wereldoorlog
Tussen haakjes staan de geallieerde codenamen.

### Jachtvliegtuigen
- Kawanishi N1K1-J Shiden („George“)
- Mitsubishi A5M Kansen („Claude“)
- Mitsubishi A6M Reisen („Zero“)
- Mitsubishi A7M Reppu („Sam“)
- Mitsubishi J2M Raiden („Jack“)
- Nakajima J1N Gekko („Irving“)

### Verkenningsvliegtuigen
- Kyushu Q1W1 („Tokai“)
- Nakajima C6N („Saiun“)
- Yokosuka R2Y („Kaiun“)

### Bommenwerpers
- Mitsubishi G3M Chokou („Nell“)
- Mitsubishi G4M Hamaki („Betty“)
- P1Y Ginga („Frances“)

#### Duikbommenwerpers
- Aichi D1A („Susie“)
- Aichi D3A Kanbaku („Val“)
- Yokosuka D4Y Suisei („Judy“)

#### Torpedobommenwerper
- Aichi B7A Ryusei („Grace“)
- Nakajima B5N Kankoh („Kate“)
- Nakajima B6N Tenzan („Jill“)

### Watervliegtuigen
- Kawanishi H6K („Mavis“)
- Kawanishi H8K („Emily“
- Aichi E11A („Laura“)
- Aichi E13A („Jake“)
- Aichi E16A („Paul“)
- Aichi M6A
- Kawanishi E7K („Alf“)
- Kawanishi N1K1 Kyofu („Rex“)
- Mitsubishi F1M („Pete“)
- Yokosuka E14Y1